# Brachodes beryti
Brachodes beryti is een vlindersoort uit de familie Brachodidae. De wetenschappelijke naam is voor het eerst geldig gepubliceerd in 1867 door Henry Tibbats Stainton.
De soort komt voor in Europa.

## Andere combinaties
- Atychia bertyi Stainton, 1867